# Eugène De Plyn

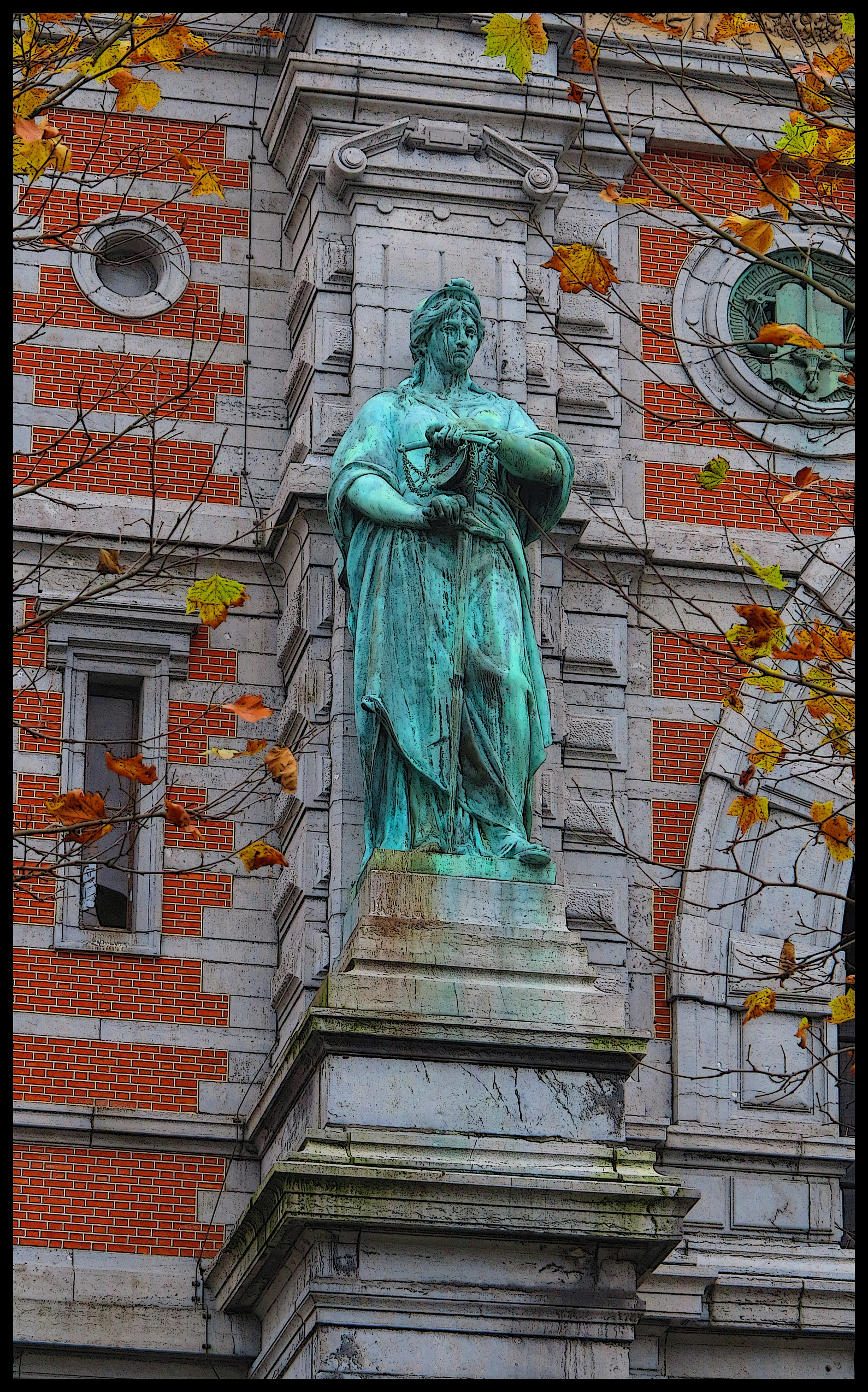
De Rechtvaardigheid (1886), Antwerpen

Eugenius Josephus (Eugène) De Plyn (Antwerpen, 15 februari 1827 – aldaar, 26 juli 1898) was een Belgisch beeldhouwer.

## Leven en werk
Eugène De Plyn was een zoon van blikslager Joannes Baptista De Plyn en Anna Catharina Meulepas en een tweelingbroer van Karel De Plyn. De broers werkten een aantal keren samen aan opdrachten voor beeldhouwwerk, onder meer voor het stadhuis van Antwerpen. Eugène werd professor aan de Koninklijke Academie voor Schone Kunsten van Antwerpen.
De Plyn maakte bustes, beelden en geveldecoraties voor onder andere het Gerechtshof en het Koninklijk Museum voor Schone Kunsten Antwerpen (KMSKA). Hij nam onder andere deel aan de Salon van Gent (1874) en won een medaille op de triënnale van Antwerpen (1882). 
Een van De Plyns eerste opdrachten was een standbeeld van Jan Pieterszoon Coen in Batavia. De eerste steen werd gelegd in 1869, ter gelegenheid van het 250-jarig bestaan van Batavia. De Plyn kreeg in 1870 de opdracht voor het beeld. Het werd uitgevoerd "volgens de methode der galvanische electriciteit" bij J.M. van Kempen in Voorschoten en was eind 1873 gereed. Het werd in 1874 op het Waterlooplein in Weltevreden geplaatst, de officiële onthulling vond plaats in september 1876. Tijdens de Internationale Koloniale en Uitvoerhandel Tentoonstelling in 1883 in Amsterdam stond een replica van De Plyns beeld bij de ingang van het paviljoen van de Nederlandse koloniën. Tien jaar later werd in de Noord-Hollandse stad Hoorn het standbeeld van Jan Pieterszoon Coen van Ferdinand Leenhoff opgericht. Het beeld van De Plyn in Batavia werd in 1943, tijdens de Japanse bezetting van Nederlands-Indië, van de sokkel gehaald en afgevoerd.
Eugene De Plyn overleed op 84-jarige leeftijd.

## Enkele werken
- 1873: standbeeld van Jan Pieterszoon Coen in Batavia.
- 1874-1876: monumentale natuurstenen stieren met menners op twee wachthuisjes bij de entree van het Slachthuis aan de Korte Slachterijstraat in Antwerpen.[11][12]
- 1882: Les tisserands de toile et les marchands de toile (Vlasbewerkers en Lijnwaadhandelaars) en Les tondeurs de drap, drapiers et marchands de draps (Lakenscheerders en -koopmannen), twee van de 48 beelden van de Brusselse ambachten rond het Egmontplantsoen op de Kleine Zavel. Beide gegoten bij de Compagnie des Bronzes.[13]
- 1886: De Rechtvaardigheid, bronzen beeld links van de ingang van het Gerechtshof aan de Britselei in Antwerpen. Het beeld De Wet aan de andere zijde werd gemaakt door Frans Deckers.[14]
- 1890: De schilderkunst, allegorisch beeld voor de hoofdgevel van het KMSKA. Het is het tweede van de vier beelden tussen de zeven medaillons op de attiek. De andere zijn Architectuur (Louis Dupuis), Beeldhouwkunst (Joseph Ducaju) en Grafische kunst (Robert Fabri).[15]
- 1891: De Vlaamse renaissance, allegorisch beeld voor de zijgevel van het KMSKA.[15]
- 1895: monument voor dichter Jan-Baptist van Ryswyck, op het Kielkerkhof in Antwerpen.[16]
- 1897: Le Chèvrefeuille of De kamperfoelie, allegorisch beeld in de Kruidtuin in Brussel.[17]
- Portretplaquette van de schilder Willem Linnig.[18]

## Fotogalerij

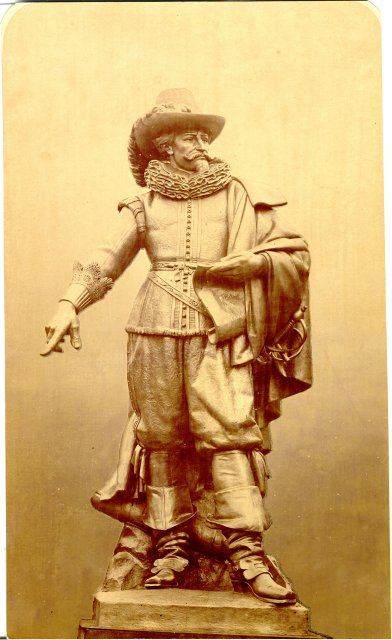
Jan Pieterszoon Coen (1873-1874)
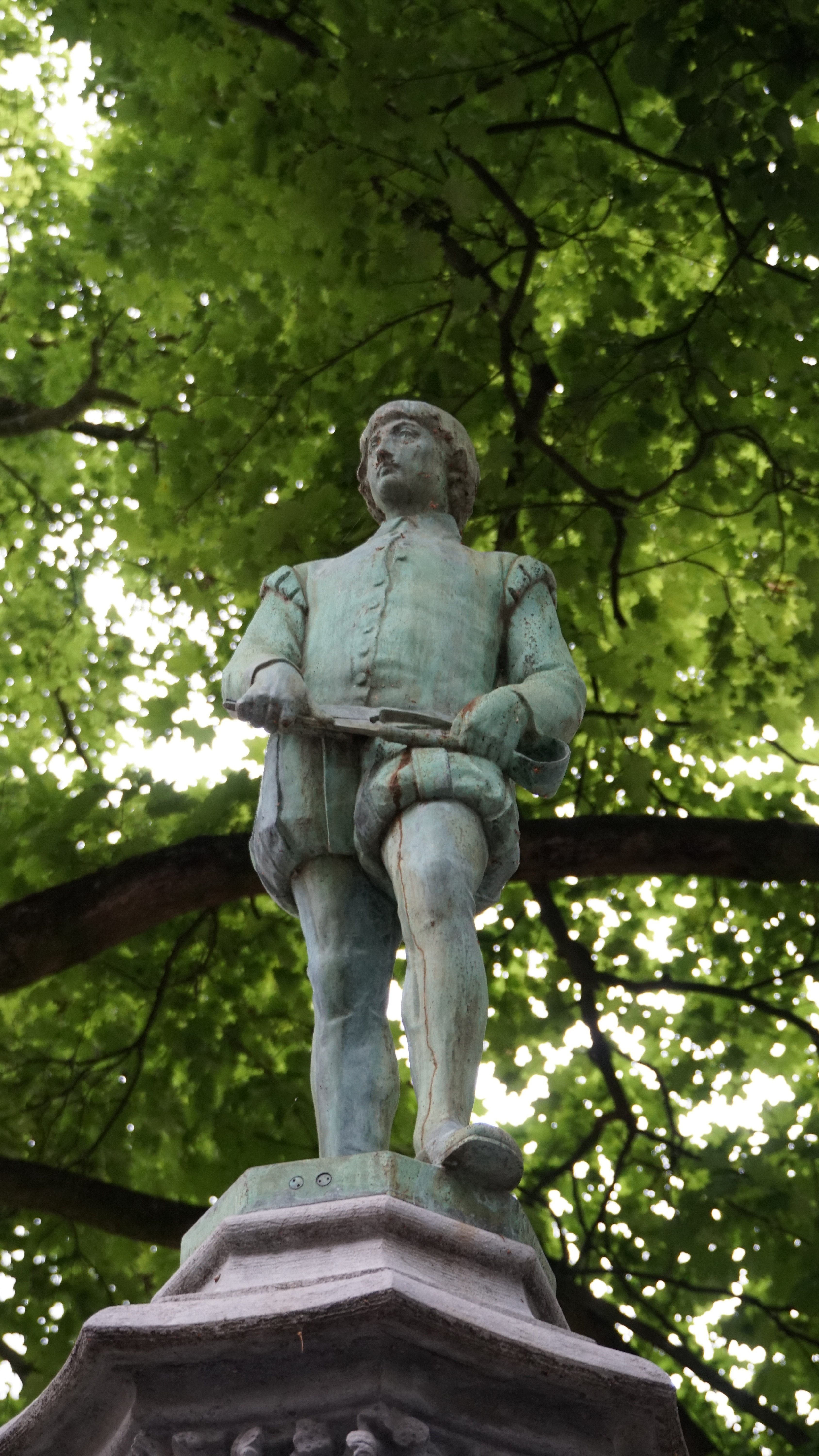
Lakenscheerders en –koopmannen (1882)
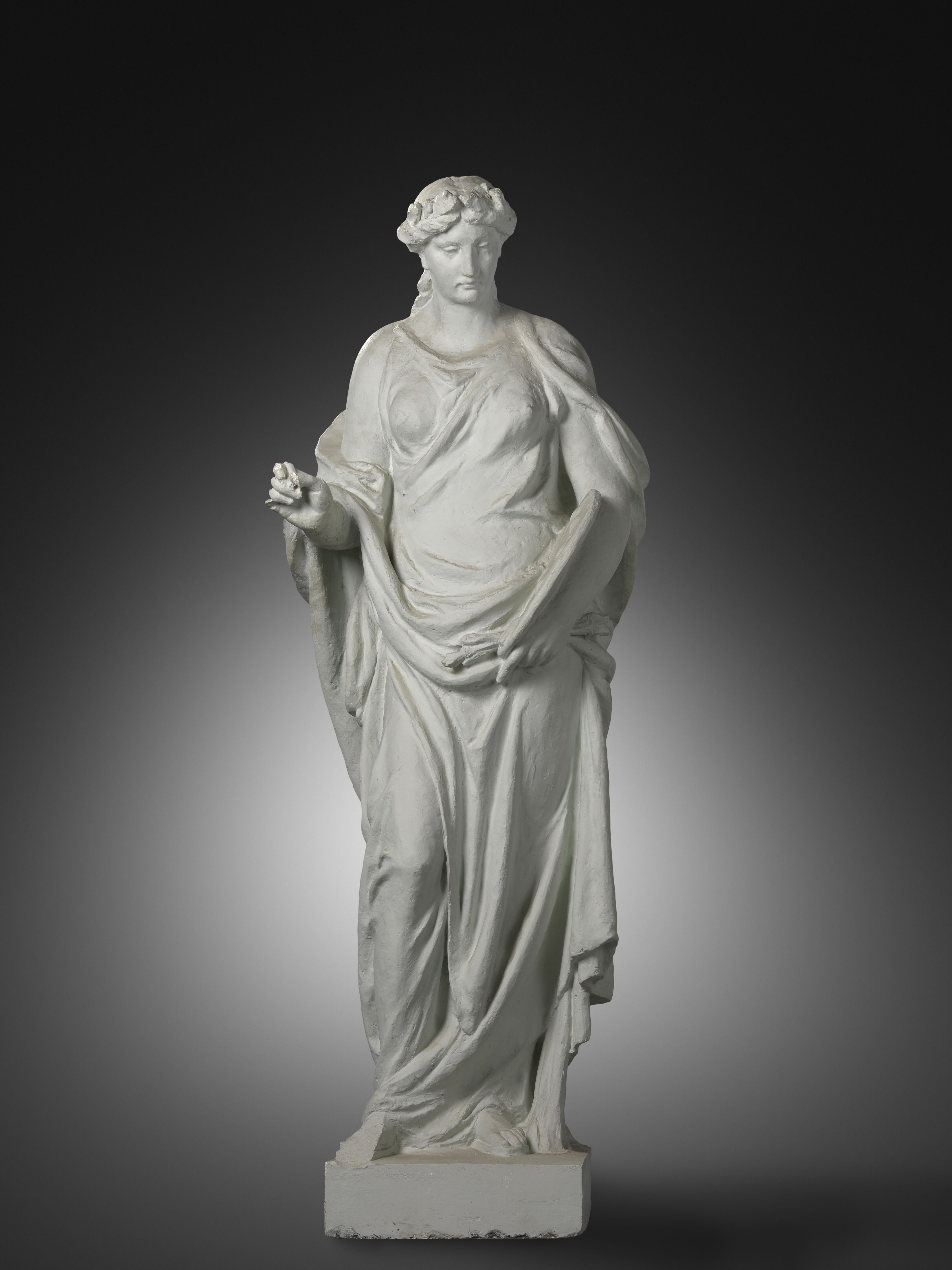
De schilderkunst (1890)
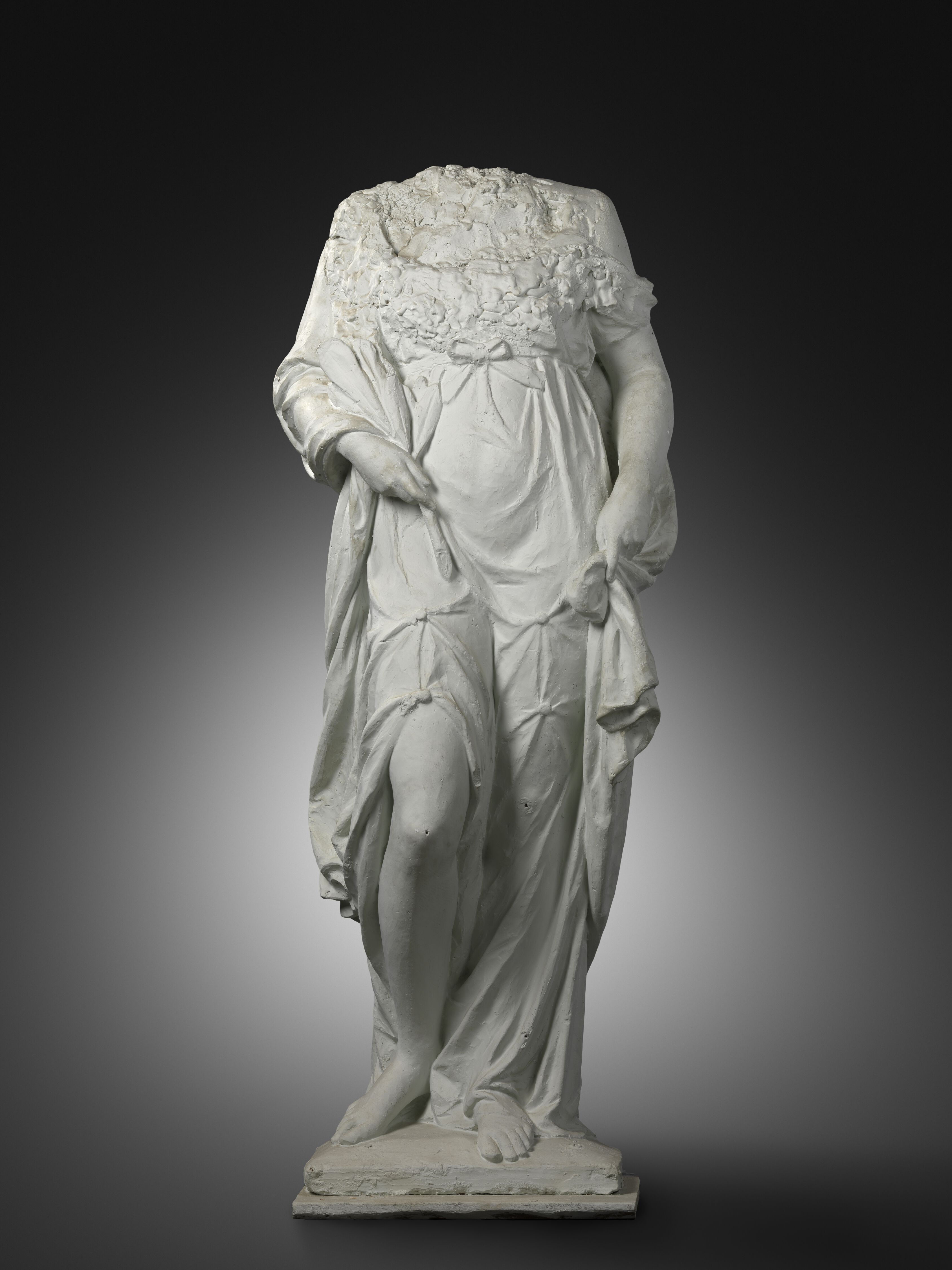
De Vlaamse renaissance (1891)
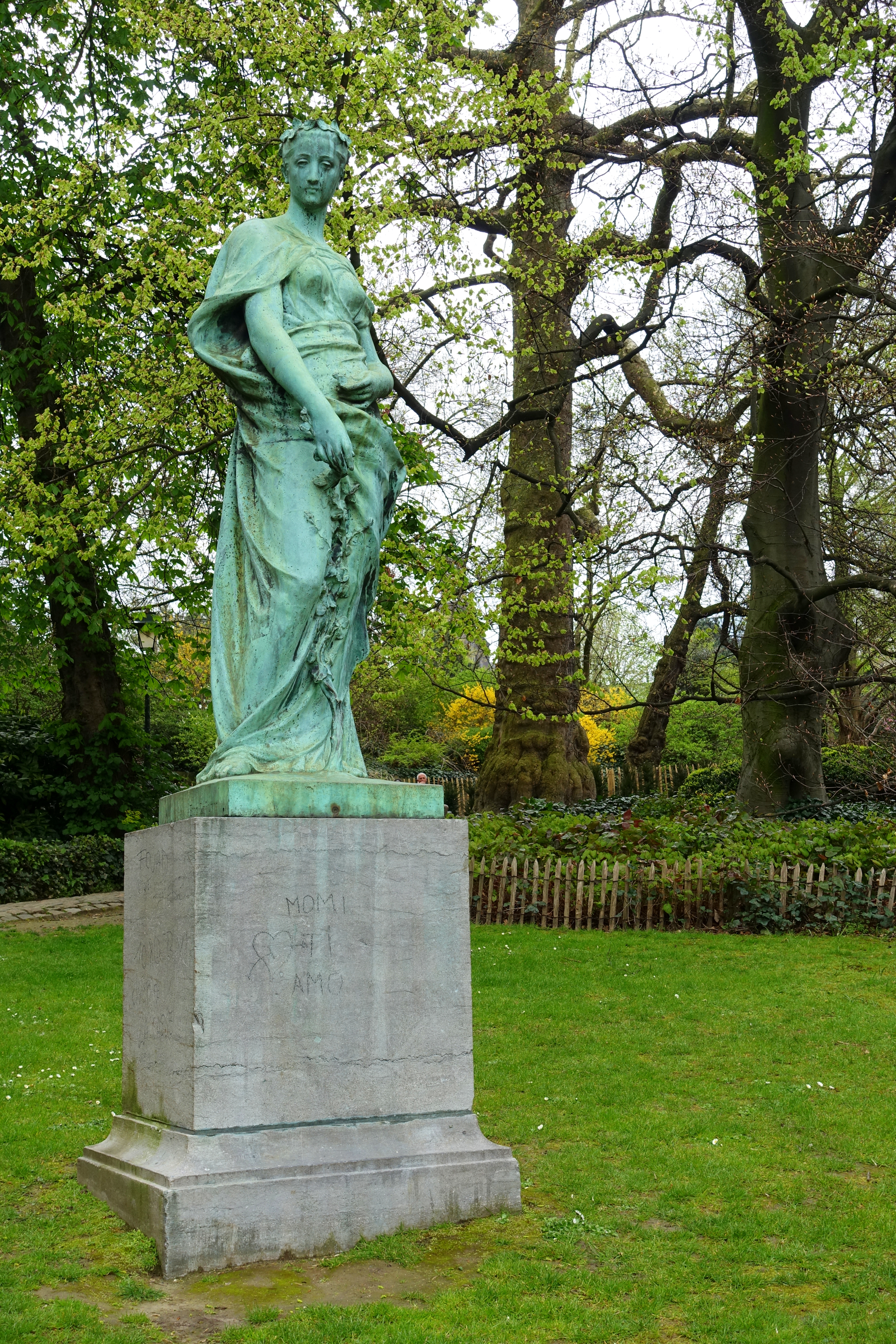
De kamperfoelie (1897)

- RKD-Nederlands Instituut voor Kunstgeschiedenis: 331155